# 1910 v loďstvech
Tento článek obsahuje významné události v oblasti loďstev v roce 1910.

## Lodě vstoupivší do služby
- únor –  HMS Vanguard – bitevní loď třídy St. Vincent

- 25. března –  Sacuma – semidreadnought třídy Sacuma

- duben –  HMS Collingwood – bitevní loď třídy St. Vincent

- 30. dubna –  SMS Posen – bitevní loď třídy Nassau

- 31. května –  SMS Rheinland – bitevní loď třídy Nassau

- 5. června –  SMS Erzherzog Franz Ferdinand – predreadnought třídy Radetzky

- 9. října –  Hr. Ms. De Zeven Provinciën – pobřežní bitevní loď